# Paul Czakon
Paul Czakon (Neidur-Heiduk, Alemania, 14 de julio de 1896 - Salzgitter, Alemania, 1952), anarquista alemán. Conocido también con el pseudónimo de Máximo Mas.

## Biografía
Nacido el 14 de julio de 1897 en Neider-Heiduk. Minero y mecánico de profesión, fue miembro de la FAUD. En 1921 sería elegido secretario de la organización en Bytom en la A,ta Silesia. En 1930 fue uno de los fundadores en la región de los Schwarzen Scharen (Cuervos Negros). Perseguido por la policía por sus actividades, y acusado de alta traición y posesión de explosivos, huyó del país en mayo de 1932, estableciéndose en España. 
Czakon, que se hacía llamar Máximo Mas en España, se uniría en las milicias anarquistas de la Columna Tierra y Libertad durante la guerra civil. En el frente ocuparía el cargo de comandante de artillería en el Batallón Sacco y Vanzetti. Con la caída de la república, huyó a Francia, donde tras estar internado en el campo de concentración de Gurs, se uniría a la Resistencia tras la invasión alemana. 
Murió en Salzgitter, en el año 1952.